# Tam, kjer murke cveto
»Tam, kjer murke cveto« je valček od Kvinteta Avsenik iz leta 1958. Avtor glasbe je Slavko Avsenik, besedilo pa je napisal Ferry Souvan.

## Snemanje
Producent je bil Vilko Ovsenik. Skladba je izšla na istoimenskem albumu Tam, kjer murke cveto na veliki vinilni plošči pri založbi Jugoton. Kasneje še na številnih ponatisih plošč in zgoščenkah ter kompilacijah. 

## Zasedba

### Produkcija
- Slavko Avsenik – glasba, harmonika
- Ferry Souvan – besedilo
- Vilko Ovsenik – aranžma, producent

### Studijska izvedba
- Danica Filiplič – vokal
- Franc Koren – vokal
- Lev Ponikvar – kitara
- Franc Tržan – klarinet
- Franc Košir – trobenta
- Mik Soss – kontrabas

## Zanimivosti
To je edina skladba ansambla, ki je Slavko Avsenik ni pustil prevesti v nemščino, saj ta opisuje grozote iz druge svetovne vojne, ko so v bližnji Dragi prelivali kri.
Murke (Nigritella) omenjene v pesmi so sicer planinske cvetlice iz družine orhidej, a na Štajerskem je znano to domače ime za kumare.